# Mustafa Kayyali
Mustafa Kayyali (alt. Moustafa Kayali, arabisch مصطفى الكيالي, DMG Muṣṭafā al-Kaiyālī; * 1962 in Aleppo) ist ein syrischer Zahnarzt und politischer sowie zivilgesellschaftlicher Aktivist.

## Leben und Karriere
Kayyali ist der Sohn des Richters Kanju Kayyali und Enkel des syrischen Unabhängigkeitspolitikers Abd al-Rahman al-Kayyali. Er entstammt einer Familie von Notabeln mit Wurzeln in Idlib und Aleppo. Kayyali studierte Zahnmedizin an der Universität Aleppo und erlangte seinen Abschluss 1985. 2007 schloss er sich einer aus der Damaszener Erklärung für politischen Wandel in Syrien hervorgegangenen Bewegung an. Andere prominente Figuren der Bewegung waren der Unternehmer Riad Seif und der Intellektuelle Riad al-Turk. Mit Beginn der Proteste in Syrien 2011, deren Niederschlagung später in den Syrischen Bürgerkrieg mündete, trat Kayyali als Reformaktivist stärker in Erscheinung. Laut einem Bericht der Zeitung Die Welt wurde ein Bruder Kayyalis zu Beginn der Proteste in Aleppo von regimetreuen Kräften getötet.
Auf einer vom Brookings Center in Doha ausgerichteten Konferenz im Juni 2011 forderte Kayyali die Einrichtung einer überparteilichen "nationalen Körperschaft für den politischen Übergang" in Syrien, unter Einbeziehung aller Gemeinschaften und Volksgruppen Syriens.
2012 unternahm Kayyali mit einer Gruppe einflussreicher syrischer Persönlichkeiten die Neugründung des Nationalen Blocks, einer überparteilichen politischen Bewegung aus der Zeit des syrischen Unabhängigkeitskampfes gegen die französische Mandatsherrschaft, in der sein Großvater Abd al-Rahman al-Kayyali (1887–1969) eine führende Rolle gespielt hatte. Kayyali vertrat die Organisation u. a. bei einem der ersten Koordinationstreffen zwischen syrischen Oppositionsgruppen, das im Mai 2012 unter Federführung des damaligen bulgarischen Außenministers Nikolaj Mladenow in Prawez bei Sofia stattfand. Kayyali nahm 2013 an verschiedenen Treffen und Konferenzen mit dem Ziel teil, Differenzen zwischen kurdischen und arabischen Oppositionsgruppen zu überwinden und den Einfluss säkularer Kräfte zu stärken.
Im Januar 2018 wurde bekannt, dass Kayyali über mehrere Monate an geheimen Verhandlungen zwischen Vertretern verschiedener syrischer Volksgruppen aus dem Exil und dem vom syrischen Assad-Regime kontrollierten Inland, darunter auch Alawiten, teilgenommen hatte. Zentrales Ergebnis der Gespräche war die Verabschiedung eines "Verhaltenskodex für die Koexiszenz in Syrien", der als Grundlage für einen neuen Gesellschaftsvertrag dienen soll. Die Welt bezeichnete das Dokument als „Friedenscharta“ und „Versöhnungsvertrag“ für Syrien. Kayyali gilt zudem als Mitgründer eines zivilgesellschaftlichen Rates aus syrischen Führungspersönlichkeiten, der aus der Initiative hervorgegangen ist und sich die Umsetzung der Charta zur Aufgabe gemacht hat.